# Butiá
Butiá es un municipio brasileño situado en el estado de Rio Grande do Sul. Según el censo de 2022, tiene una población de 19 084 habitantes.
Está ubicado a una latitud de 30º07'11" Sur y una longitud de 51º57'44" Oeste, a una altitud de 71 metros sobre el nivel del mar. Su economía está basada en las minas de carbón.
Ocupa una superficie de 752.19 km².

## Origen del nombre
El nombre de la localidad proviene de un árbol solitario de butiá que se localizaba próximo a una hacienda propiedad de Luíza Severina de Souza. Quienes viajaban desde el interior a comercializar sus productos se detenían con sus caballos al pie de ese árbol para descansar.

## Aniversario de la localidad
El municipio celebra su aniversario el 9 de octubre. La patrona del municipio es Santa Teresita y la festividad se celebra el 1 de octubre.

## Historia
La explotación del carbón brindó sustento económico al municipio durante muchos años, ya que cuando Butiá era todavía una aldea muchas familias se instalaron en la zona con el propósito de dedicarse a la actividad minera. Sin embargo, debido a la falta de una política energética para el carbón mineral como fuente, su importancia ha disminuido.
El 17 de noviembre de 1960, conforme a la Ley Municipal N.º 38 del municipio de São Jerônimo, la localidad fue elevada a categoría de villa.
El 9 de octubre de 1963, por Ley Estadual N.º 4574, fue elevada a categoría de ciudad a través de un plebiscito con el nombre de Minas de Butiá, separándose así del municipio de São Jerônimo. El municipio quedó constituido el 28 de febrero de 1964.
El 17 de julio de 1965, por Ley N.º 4995, pasó a denominarse Butiá.